# Alberto Rex González
Alberto Rex González (Pergamino, provincia de Buenos Aires, 16 de noviembre de 1918 - La Plata, provincia de Buenos Aires, 28 de marzo de 2012) fue un arqueólogo, antropólogo y médico argentino que destacó en el estudio de las culturas precolombinas que se desarrollaron en Sudamérica y, en particular, el actual territorio argentino.

## Biografía
Alberto Rex González nació y se crio en Pergamino, provincia de Buenos Aires. Fue en el arroyo de su pueblo donde excavó por primera vez cuando aún era niño. Obtuvo la titulación de Medicina en la Universidad Nacional de Córdoba en 1945. Sin embargo, su interés en la antropología, lo llevó a realizar la especialización en esa disciplina. Obtuvo su doctorado en el departamento de Antropología de la Universidad de Columbia (Estados Unidos) en 1948. Ese mismo año, empezó a trabajar en el Museo de La Plata y en 1953 empezó a dar clase en la Universidad Nacional de Rosario. En 1955 definió la cultura de La Aguada como una nueva entidad arqueológica del Noroeste argentino. En 1956 se mudó a Córdoba donde se convirtió en el director del Instituto de Antropología de la Universidad de Córdoba. En 1962, volvió a trabajar en La Plata, como investigador del CONICET.
Luego del fallecimiento de Fernando Márquez Miranda en 1961, Alberto Rex González asume la dirección de la División Arqueología del Museo de La Plata, dado que había ganado el concurso para el cargo, lo que había generado una ardua disputa con Márquez Miranda desde fines de la década de 1950. A su vez, Rex González sería reemplazado provisoriamente por Eduardo M. Cigliano mientras Rex González realiza excavaciones en Asuán (Egipto) en el año 1962. Años más tarde, sería nuevamente reemplazado por Cigliano entre 1976  y 1977 cuando Rex González es expulsado de la Universidad de La Plata durante el denominado Proceso de Reorganización Nacional.
Se casó con Ana Elsa Montes (1923-1990), pionera del cine documental en Argentina, con la que tuvo cuatro hijos.
Fue pionero en la aplicación del método de datación por carbono-14 en América del Sur. Lo utilizó en la cueva Inti Huasi (San Luis) para demostrar que los restos encontrados allí tenían una antigüedad de 8000 años. Promovió, junto con Humberto A. Lagiglia, la creación del Registro Nacional de Radiocarbono.

## Trayectoria
Se dedicó al estudio arqueológico y antropológico de las civilizaciones preincaicas que se desarrollaron en el territorio sudamericano, y argentino en particular. Gran parte de su labor se desarrolló en excavaciones sobre culturas agroalfareras en la provincia de Catamarca, que en 1992 le deparó un reconocimiento público por su aporte al conocimiento del pasado catamarqueño. Realizó un aporte fundamental en la periodización de las culturas precolombinas del Noroeste Argentino (NOA) cambiando la metodología y técnicas de campo, estableciendo nuevas metas, como la reconstrucción histórico cultural integral, incorporando la economía y la organización social a los estudios relacionados con la cerámica. En 1964 Alberto Rex González y José A. Pérez establecieron el cuadro de periodización utilizado desde entonces:
- Etapa Paleoindia: grupos cazadores recolectores.
- Protoformativo o Protoneolítico: aparición de los primeros cultivos, es decir una agricultura incipiente hasta el comienzo de la producción alfarera.
- Formativo regional: comienzo de la producción alfarera y avances tecnológicos en el campo agrícola como el riego, fundición del metal, etc.
- Período estatal-expansivo: gran cohesión interna que lleva a la formación de un estado y su expansión posterior. Con la expansión de Tiahuana-Wari, colapso y florecimiento de culturas locales del NOA y un segundo estado expansivo: el Inca.

Identificó en forma definitiva, bautizó y estudió durante 60 años la Cultura de la Aguada, ubicada en territorio de la actual provincia de Catamarca, a la que definió como "la más andina de las culturas del NOA" y vinculada al horizonte cultural Tiwanaku. Rex González se caracterizó por incorporar la dimensión artística al estudio de las culturas precolombinas y la teoría sobre la evolución cultural del hombre. También fue un gran impulsor de los estudios cronológicos mediante la metodología del 14C, un desarrollo que surgió en la década de 1950 en Estados Unidos y que Rex González fue de los primeros en aplicar en investigaciones arqueológicas de Argentina. Posteriormente impulsó junto con otros investigadores la instalación del primer Laboratorio de 14C en el país en el Museo de La Plata. Impulsó la fundación de un Museo del Maíz en Pergamino, gran centro de producción maicero, con el fin de concentrar y difundir los estudios y conocimientos sobre el maíz, considerado como el mayor aporte tecnológico de las culturas americanas precolombinas a la Humanidad.

### Cargos
- Director del Museo Etnográfico de la Facultad de Filosofía y Letras de la UBA (1984-1987).
- Jefe de la División Arqueológica del Museo de La Plata (1984-1989).
- Profesor en las universidades de La Plata, Buenos Aires, Litoral y Córdoba.

### Fondo Rex González
En el año 2007, el Dr. Rex González donó su fondo personal a la Universidad de Buenos Aires. El Museo etnográfico Juan B. Ambrosetti resguarda este fondo, que incluye diarios de campo, epistolario, manuscritos, entre otros documentos. En el año 2011 se iniciaron tareas digitalización y publicación de los documentos en el Repositorio Digital Archivo DILA.

## Premios y reconocimientos
Obtuvo gran cantidad de premios y reconocimientos, entre otros:
- Premio Nacional de Ciencias
- Distinción Especial de la American Archaelogical Society
- Jornadas de Homenaje organizadas por el Instituto Smithsoniano y la Organización de los Estados Americanos en Cuenca en 1992
- Dedicación del XI Congreso de Arqueología Argentina en 1994
- Premio Konex de Platino en 1986 y 1996
- Recibión varios doctorados honoris causa, uno de la Universidad Nacional de Tucumán (1992), uno de la Universidad Nacional de Río Cuarto, por la Universidad Nacional de Córdoba (1990) y por la Universidad Nacional de La Plata (1992).
- Premio a la producción científica nacional otorgado por el Ministerio de Educación (1963).
- Distinción especial de la American Archaeological Society (1984).
- Medalla otorgada por la Spinden Society (1969).
- "Ciudadano Ilustre" de Pergamino (1993)
- "Ciudadano Ilustre" de la Ciudad de Buenos Aires (1996).[16]

## Artículos y publicaciones
Alberto Rex González escribió 107 publicaciones, entre libros, monografías y artículos aparecidos entre 1939 y 1986. Entre ellos:
- Argentina indígena, Vísperas de la Conquista, Historia Argentina, Volumen 1 (con José A. Pérez), Editorial Paidós, 172 p. Buenos Aires, 1972.
- Arte, estructura y arqueología. Análisis de figuras duales y anatrópicas del N.O. argentino, 1974.
- Contribución al estudio de las Religiones Precolombinas, 1987
- La metalurgia precolombina en Sud América, 1990.
- Arte precolombino del NOA, 1991.
- Las placas metálicas de los Andes del Sur, 1992.
- Tiestos dispersos (libro de sus memorias), 2000.

## Curiosidades
Su primera recolección arqueológica la realizó con su amigo Carlos Montes, en Villa de Soto, provincia de Córdoba. Debido a que el agua de las represas en el lugar estaba contaminada, Montes enfermó de tifus. Fue llevado de urgencia a Cruz del Eje, donde falleció días después. El médico que lo atendió en esa pequeña población era Arturo Illia, quien luego sería presidente de la Nación.
Fue uno de los asesores de Víctor Heredia para su obra discográfica Taki Ongoy (1986).